# Lomographa fulvicosta
Lomographa fulvicosta là một loài bướm đêm trong họ Geometridae.